# Kotijärvi (sjö i Sysmä, Päijänne-Tavastland)
Kotijärvi är en sjö i kommunen Sysmä i landskapet Päijänne-Tavastland i Finland. Arean är 40 hektar och strandlinjen är 4,52 kilometer lång. Sjön  ingår i Kymmene älvs huvudavrinningsområde.   Den ligger omkring 61 km norr om Lahtis och omkring 160 km norr om Helsingfors. 